# 流通経済大学
流通経済大学（りゅうつうけいざいだいがく、英語: Ryutsu Keizai University）は、千葉県松戸市新松戸3-2-1に本部を置く日本の私立大学。1965年創立、1965年大学設置。大学の略称は流経大（りゅうけいだい）、流大（りゅうだい）、RKU。
学校法人流通経済大学が設置、運営する大学である。

## 概観
学生は、通学手段や居住地の状況に応じて、通学するキャンパスを選ぶことができる「キャンパス選択制」を経済学部と共創社会学部地域人間科学科（保育コースを除く）と法学部で実施している。（体育施設の関係からスポーツ健康科学部は龍ケ崎キャンパスのみで開講。共創社会学部地域人間科学科保育コース,共創社会学部国際文化ツーリズム学科,流通情報学部は新松戸キャンパスのみで開講）。
1965年1月に日本通運株式会社（日通）の寄付を元に、流通・物流・交通に関する教育・研究の振興を目的として開学。
建学の目的として「流通経済一般に関する研究と教育を振興して、わが国経済の飛躍的発展を図る」を理念として掲げている。開学以来、陸運・倉庫・海運・国際輸送・物流情報システム・流通システムなど、物流・流通に関連する多様な科目が開講されている点が学術・教育面での大きな特色である。また、産業界の支援を受けて開学した経緯を持つ大学として、「実学主義」に基づく教育の実践を理念として掲げている。他大学でも取り組まれている資格取得のための課外講座の開講のほか、インターンシップや寄附講座も開講されている。
学生生活面においては、1年生から4年生まで必ずゼミに所属 し、各自の課題に取り組む「全員ゼミ制度」 を開学当時から一貫して取り入れている。ゼミの定員は平均して15 - 20名程度と少人数に設定している。少人数のゼミ組織を基盤として、比較的学生と教員・学生同士の良好で幅広い人間関係が築きやすい環境であるという意見もある。この制度を実施している大学は全国でも数少なく、「全員ゼミ制度」は教育上の特色にもなっている。
近年は、サッカー・ラグビー・硬式野球・吹奏楽などを中心に課外活動の充実にも力を入れている。

## 沿革
（沿革節の主要な出典は公式サイト）
- 1965年（昭和40年） - 学校法人日通学園設立認可（1965年1月）。茨城県龍ケ崎市に流通経済大学開学（経済学部経済学科設置）(同年4月)。
- 1970年（昭和45年） - 経済学部に経営学科を設置。
- 1979年（昭和54年） - 専攻科 開設（経済学専攻・経営学専攻）。
- 1985年（昭和60年） - 千葉県柏市に付属柏高等学校を開設。
- 1988年（昭和63年） - 社会学部（社会学科）開設。
- 1989年（平成元年） - 大学院経済学研究科（修士課程）開設。
- 1991年（平成3年） - 大学院経済学研究科（博士後期課程）開設。
- 1992年（平成4年） - 大学院社会学研究科（修士課程）開設。
- 1993年（平成5年） - 社会学部に国際観光学科を設置。
- 1994年（平成6年） - 大学院社会学研究科（博士後期課程）開設。
- 1996年（平成8年） - 流通情報学部（流通情報学科）開設。
- 2000年（平成12年） - 大学院物流情報学研究科（修士課程）開設。
- 2001年（平成13年） - 法学部（企業法学科・自治行政学科）開設。
- 2002年（平成14年） - 大学院物流情報学研究科（博士後期課程）開設。
- 2003年（平成15年） - 留学生別科（日本語研修課程） 開設。
- 2004年（平成16年） - 千葉県松戸市新松戸に「新松戸キャンパス」開設。
- 2005年（平成17年） - 法学部・企業法学科をビジネス法学科に改編。大学院法学研究科（修士課程）開設。
- 2006年（平成18年） - 龍ケ崎キャンパスにスポーツ健康科学部（スポーツ健康科学科）開設。
- 2008年（平成20年） - 「サプライチェーン・ロジスティクス人材育成プログラム」が経済産業省「産学連携人材育成事業」に採択。
- 2010年（平成22年） - 大学院スポーツ健康科学研究科（修士課程）開設。
- 2017年（平成29年） - スポーツ健康科学部にスポーツコミュニケーション学科を設置。
- 2018年（平成30年） - 社会学部国際観光学科の開講キャンパスを新松戸キャンパスに集約[10]。
- 2019年（平成31年） - 流通情報学部流通情報学科の開講キャンパスを新松戸キャンパスに集約。[11]
- 2019年（平成31年） - 「高度なロジスティクス実現に向けての研究拠点形成と人材育成-ロジスティクス・イノベーション・PJ-」が文部科学省「私立大学研究ブランディング事業」に採択。[12]
- 2020年（令和2年） -内閣府「戦略的イノベーション創造プログラム「スマート物流サービス」(医薬品医療機器等)」部門支援研究機関に選定。[13]
- 2021年（令和3年）-社会学部社会学科の開講キャンパスを新松戸キャンパスに集約。[14]
- 2023年（令和5年）-社会学部国際観光学科を社会学部国際文化ツーリズム学科、法学部ビジネス法学科を法学部法律学科へ名称変更。[15]
- 2023年（令和5年）-千葉県柏市に付属柏中学校を開設。[16]
- 2024年（令和6年）-社会学部を共創社会学部。社会学部社会学科を地域人間科学科へ名称変更。[17]同学科のキャンパス選択制を復活。
- 2025年（令和7年）-法人名を学校法人流通経済大学へ名称変更。[18]
- 2025年（令和7年）-「SCMプロフェッショナル人材教育プログラム」が文部科学省「リカレント教育エコシステム構築支援事業」に採択。[19]

## 象徴

### 大学歌
- 「流通経済大学校歌」（作詞：土岐善麿、作曲：渡辺浦人）
- キャンパスソング「風創る勇士たちよ」（作詞・作曲：小椋佳）
- 応援歌「われらが勇者」（作詞：北耕平、作曲：芥川也寸志）
- 「登竜の門」（作詞：松好貞夫、作曲：辻井敏雄）

## 教育および研究

### 学部と開講キャンパス
- 経済学部（新松戸・龍ケ崎）
  - 経済学科
  - 経営学科
- 共創社会学部
  - 地域人間科学科（新松戸・龍ケ崎）
  - 国際文化ツーリズム学科（新松戸）
- 流通情報学部（新松戸）
  - 流通情報学科
- 法学部（新松戸・龍ケ崎）
  - 法律学科
  - 自治行政学科
- スポーツ健康科学部（龍ケ崎）
  - スポーツ健康科学科
  - スポーツコミュニケーション学科

### 別科
- 留学生別科

### 大学院
- 経済学研究科
  - 経済学専攻（修士課程・博士後期課程）
- 物流情報学研究科
  - 物流情報学専攻（修士課程・博士後期課程）
- 法学研究科
  - リーガルガバナンス専攻（修士課程）
- 社会学研究科
  - 社会学専攻（修士課程・博士後期課程）
- スポーツ健康科学研究科
  - スポーツ科学専攻（修士課程）

### カリキュラム

#### 経済学部

##### 経済学科
1年次は必修科目として、「基礎ミクロ経済学」「基礎マクロ経済学」を履修し、経済学を理解するための基礎を確実にする。
2年次以降は「産業と労働」,「情報と金融」,「公共と福祉」,「地域と世界」の履修モデルが設定され、各自の希望に合わせて経済学の各分野を履修する。
カリキュラム構成においては、建学の理念を反映し、選択必修科目で交通経済学,交通政策を包含する科目である「交通論」。 専門発展科目で、ロジスティクス関連の寄付講座,実践講座が多数配置されている事が大きな特色である。
さらに、他学科（経営学、社会学、流通情報学、法学、スポーツ健康科学）の専門科目が選択科目として配置され、経済学と関連する分野の知識を深める事が可能である。。

##### 経営学科
2年次のゼミナールでは、共通課題として株式投資ゲームを通じた「企業分析」に取り組む。 これは、東京証券取引所グロース市場から1社を選択。毎週の株価変動とその要因をIRなどから、分析・推論して毎週のゼミナールで報告する事により、企業研究のレポートを作成していく。そして、年に1回集大成として、全ゼミナールが来賓を招いた、「合同プレゼンテーション」において分析・研究結果を発表するもの。「株価」を一つの切り口として、企業経営やそのために必要となる知識がどの様なものかを理解していく。
2年次以降は、「起業・マネジメント」、「会計・ファイナンス」、「マーケティング・流通」の履修モデルが設定され、各自の希望に沿って科目を履修する。
カリキュラム構成においては、建学の理念を反映し、専門発展科目・専門関連科目にてダイレクトマーケティング関連科目及び、その重要な構成要素となっているロジスティクス分野の科目が配置されている事が大きな特色である。

また、経済学科と同様、他学科の専門科目が選択科目として幅広く配置され、経営学と関連する分野の知識を深めることが可能である。

#### 流通情報学部
後述する、「サプライチェーン・ロジスティクス人材育成プログラム」により、ロジスティクス関連科目を一定数履修すると、物流技術管理士補の資格取得に必要とされる、基礎講習の受講が免除される。また、カリキュラムにおいては「ロジスティクスコース」、「情報デザインコース」が設置され、一定の単位を履修する事により、卒業時にコース修了認定がなされる。

#### 法学部
公務員・行政書士・宅地建物取引士などの試験に対応した、「公共法務特殊講義」「法律専門職特殊講義」を開講。現職の行政書士が講義を担当している。

「憲法」・「民法」・「行政法」・「政治学」においては、公務員、法律関係資格取得を目指す学生から成績優秀者を選抜して「特別クラス」を編成。学生の目指す資格や進路に対応した特別講義が展開されている。

また、建学の理念を反映し、物流分野の法体系（商法の運送営業・倉庫営業分野,海商法,航空貨物輸送に関する国際条約,国際海上物品運送法,物流関連の各種事業法・約款,海上保険）を講義内容 とする、「物流関係法」が開講されている点も大きな特色である。

#### 共創社会学部

##### 地域人間科学科
専攻分野として、「心理学」「保育・ソーシャルワーク」「メディア・社会学」「地域総合探求」の4分野が設定され、学生の希望に合わせて履修する。なお、指定された科目を一定数履修する事により、保育士・認定心理士資格の取得が可能である。

### 付属機関
物流科学研究所
論文集「物流問題研究」を年2回刊行。大学内外の物流研究者による研究論文を収録。日通のシンクタンク、NX総合研究所の研究員による論文が掲載されることも多い。

## 学生生活

### イベントなど
つくばね祭
毎年、10月の最終週または11月の第1週の週末の2日間に渡って開催される、龍ケ崎キャンパスの学園祭。
青春祭
毎年、6月第3週の土曜・日曜の2日間に渡って開催される、新松戸キャンパスの学園祭。
このほか、吹奏楽部・合唱部の定期演奏会等が開催される。

### 学生サークル
- 就職活動支援サークル R↑KU（リク） - 流通経済大学の学生と就職課の職員が「学生の視点から就職活動を支援する」という考えから結成したサークル。歴史は浅いものの、キャンパスのある松戸市の行政や市内のNPO法人、企業等と協力してセミナーを開催する。
  - 就職情報紙「R-就活」の発行
  - 学生に対しての面接練習・グループディスカッション練習
- メンバーのスキルアップを計る、プレゼンテーション練習・ディベート練習
- 「キャリア プラン フォーラム」の開催（松戸市の行政、市内のNPO法人、聖徳大学と共同開催）。
- 大学内における「就活セミナー」の開催（第一回目は流通経済大学を担当する株式会社リクルートの社員の協力を得て開かれた）。

### スポーツ
- 流通経済大学サッカー部 - 大学選手権2回、総理大臣杯3回の優勝経験がある。
- 流通経済大学ラグビー部 - 関東大学ラグビーリーグ戦で3回の優勝経験がある。
- 流通経済大学硬式野球部 - 東京新大学野球連盟に所属。春の大学選手権（第35回・第64回）と秋の明治神宮大会（第22回）のいずれも準優勝経験がある。

## 大学関係者と組織

### 大学関係者組織
卒業生団体として、流通経済大学校友会がある。会長・副会長は以下の通り。
- 会長・池田誠
- 副会長・秋山洪志
- 副会長・小野崎英

### 役員ら一覧[35]
| 理事長 | 尾曲昭司 |
| 理事   | 朝倉啓一郎、安藤伸樹、陰山雅義、片山直登、齋藤充、杉山雅洋、竹添進二郎、堀江健二、堀切智、前田聡、村田典子、本橋信隆 |
| 監事   | 鈴木理仁、寺村温雄、溝田浩司                                                                                         |

### その他
- 流通経済大学出版会（りゅうつうけいざいだいがく しゅっぱんかい） - 流通経済大学の出版部門（出版社）。

## 施設

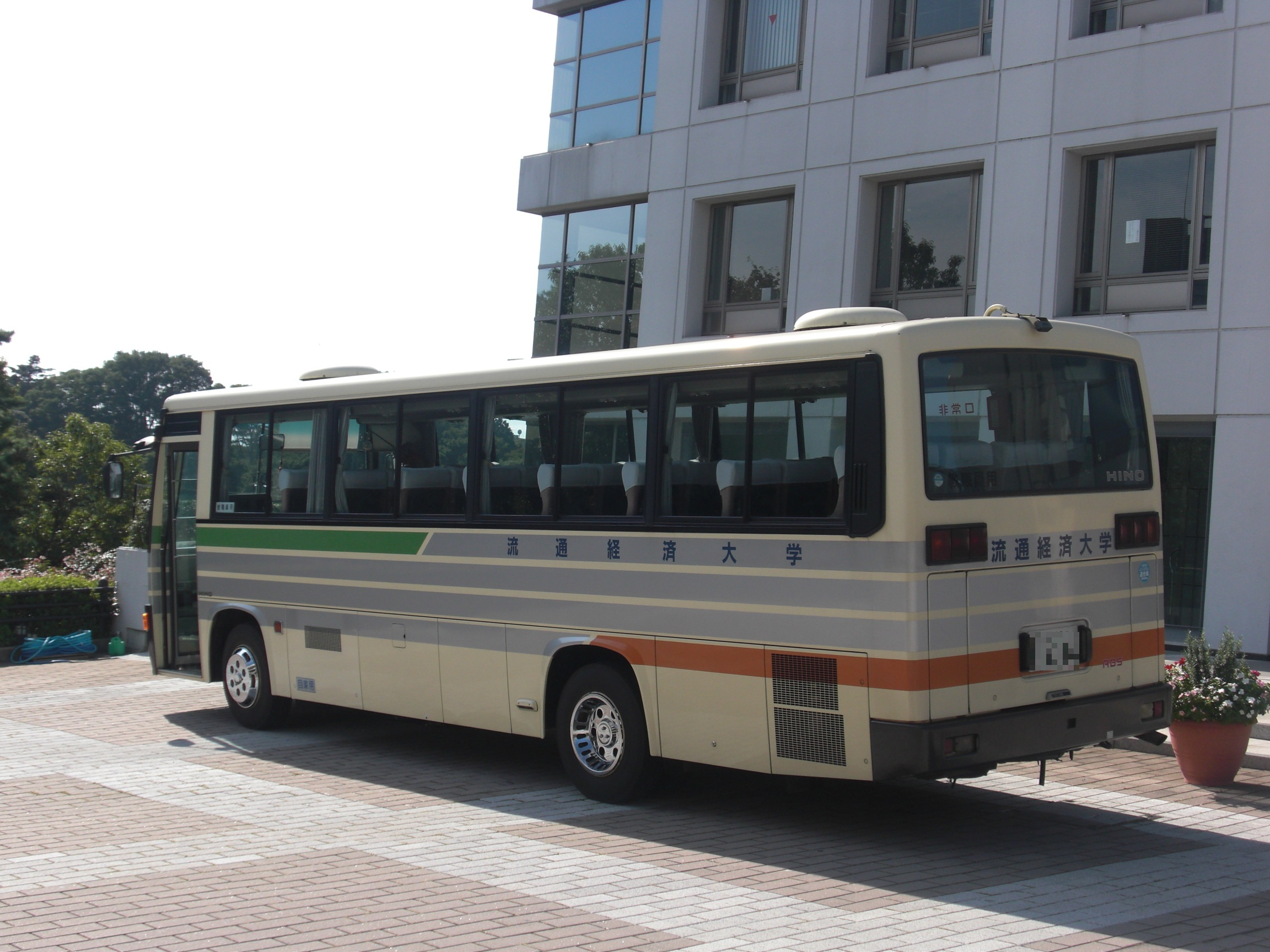
流通経済大学の送迎バス

### 龍ケ崎キャンパス
- 法人本部が所在
- 茨城県龍ケ崎市平畑120番地
- 龍ケ崎市駅・佐貫駅より大学直行バス約15分
- 竜ヶ崎駅徒歩約20分

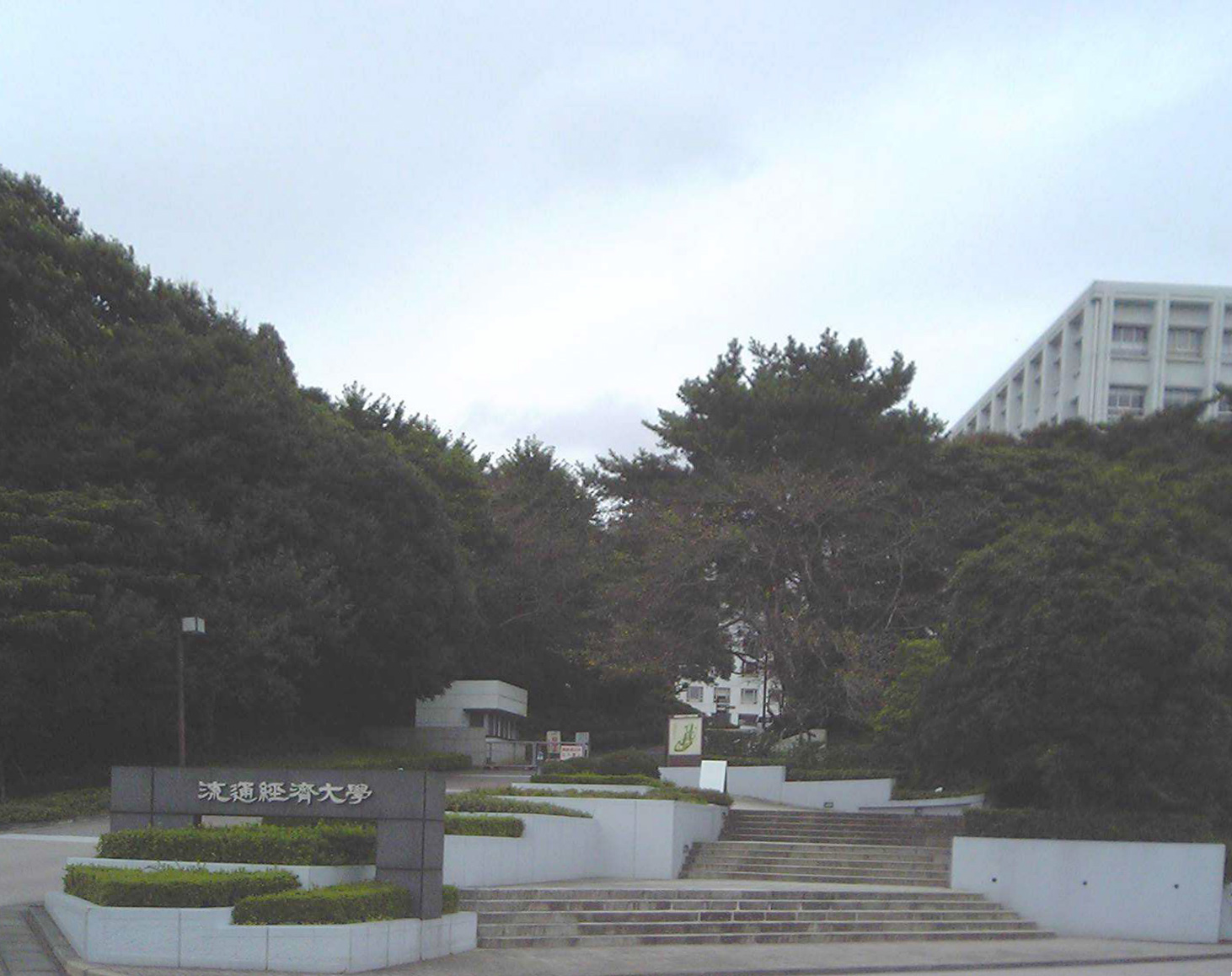
龍ケ崎キャンパス

  - 龍ケ崎市コミュニティバス循環ルート内回り所要8分「流通経済大学前」停留所下車

### 新松戸キャンパス
- 大学本部が所在
- 千葉県松戸市新松戸三丁目2番1号
- 新松戸駅・幸谷駅より徒歩4分

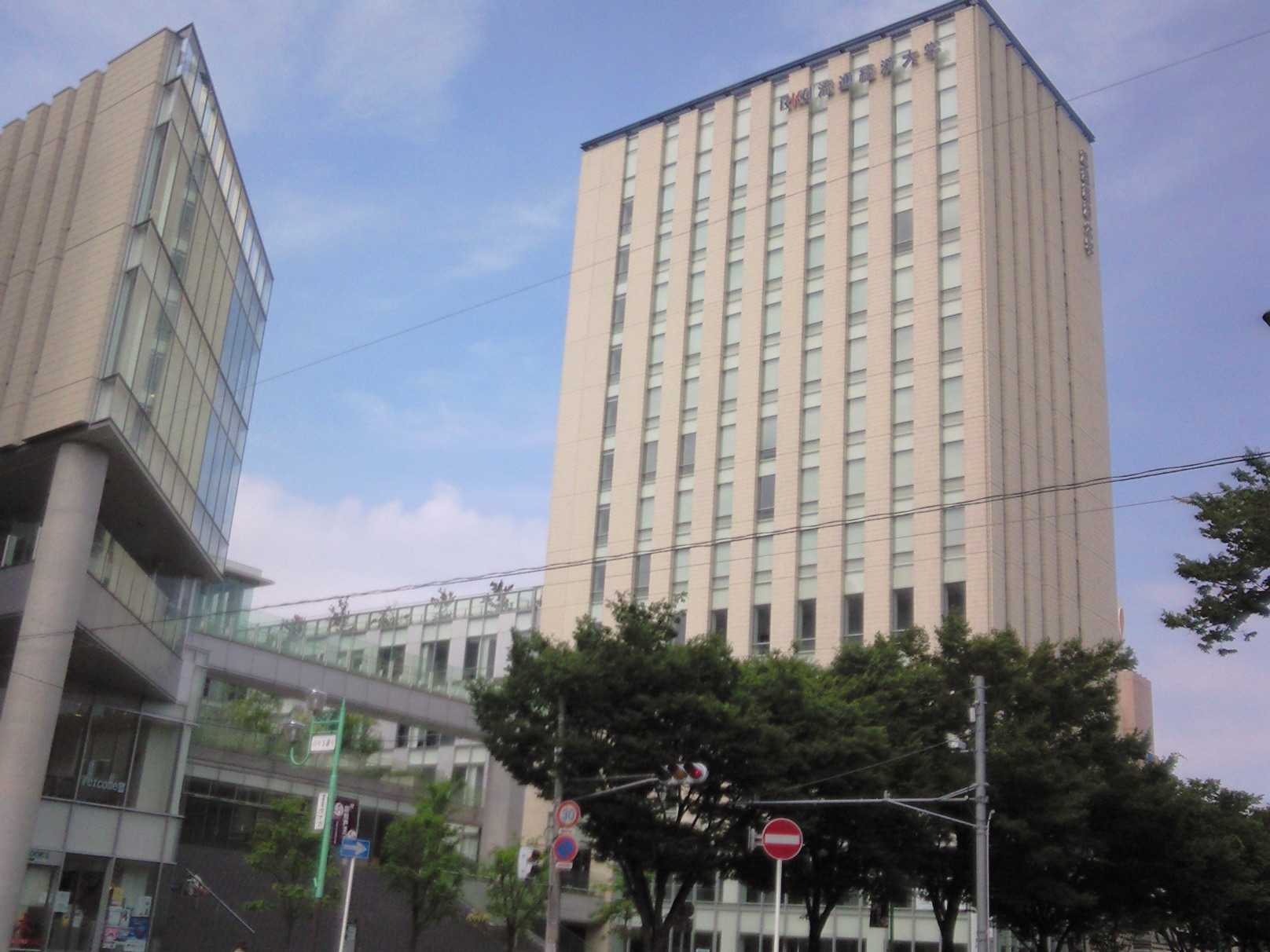
新松戸キャンパス

- 収容人数約700名の講堂があり、有識者の講演会が定期的に開催されている。

### キャンパス選択制

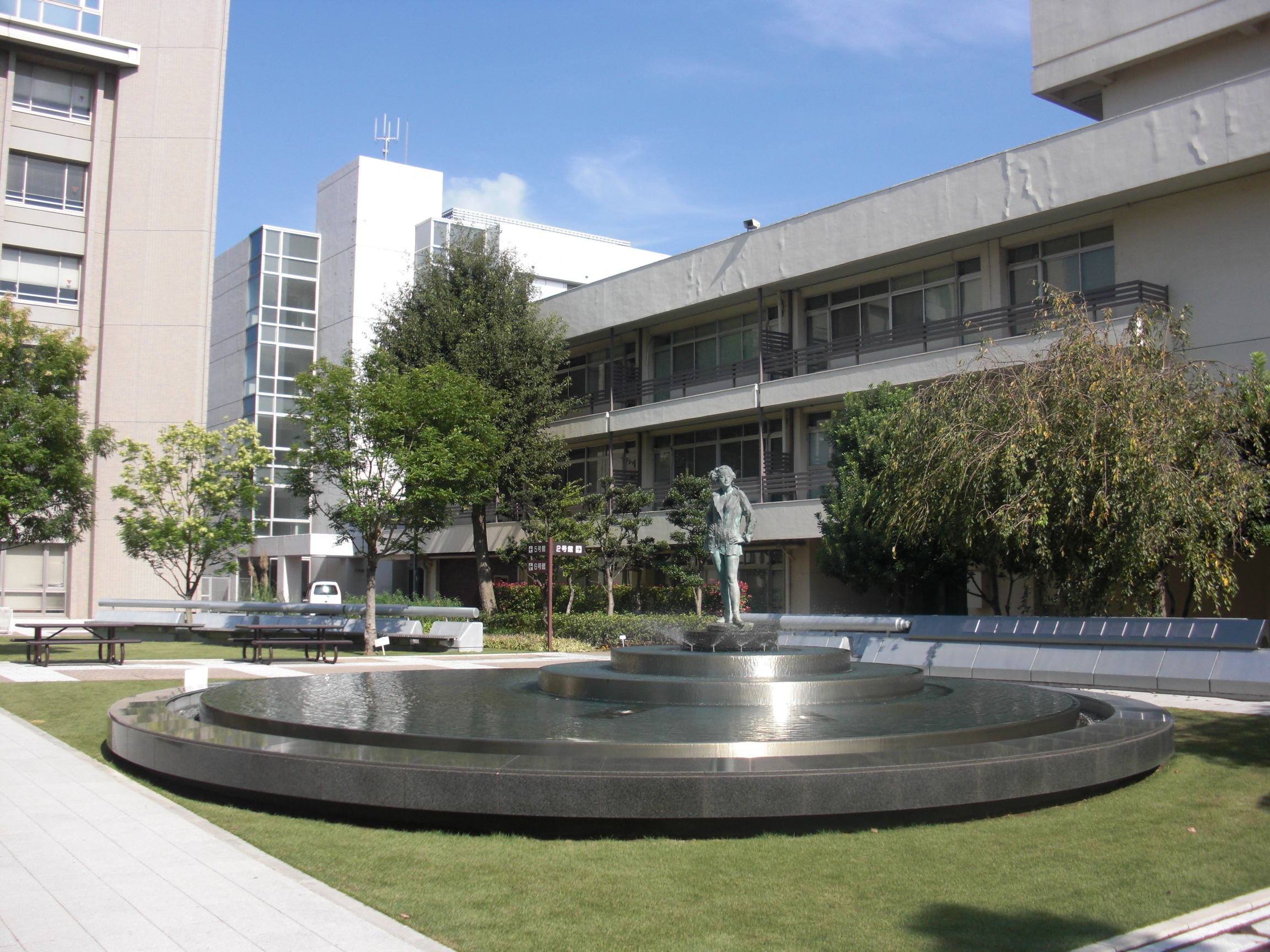
流通経済大学の噴水

流通経済大学は、2004年度から経済学部・共創社会学部地域人間科学科（保育コースを除く）・法学部で「キャンパス選択制」を実施している。
（体育施設の関係からスポーツ健康科学部は龍ケ崎キャンパスのみ開講。共創社会学部地域人間科学科保育コース,共創社会学部国際文化ツーリズム学科,流通情報学部は開講キャンパスが新松戸のみ。）。
学生は入学時に新松戸・龍ケ崎のどちらのキャンパスに通うか選択することができる（例外として、スポーツや課外活動のサークルで大学が活動を強化・支援している「課外活動重点部」に所属する学生など、活動拠点や施設の関係から龍ケ崎キャンパスに所属する場合もある）。
両キャンパスでは、原則として同一カリキュラムの授業を実施し、同じキャンパスで卒業まで過ごすことが可能。また、学生の通学事情や転居などに伴う通学キャンパスの変更も可能。
近年ひとつのキャンパスで過ごす大学が増加しているが、その大学の一つである。

### 三宅雪嶺記念資料館
- 龍ケ崎キャンパスに設置されている、三宅雪嶺に関する博物館で一般にも公開されている。雪嶺の孫である、流通経済大学名誉教授(前・教授)の三宅立雄より寄贈された資料が展示されている。

## 対外関係

### 産学提携
寄附講座
私企業・団体によって企画され、講師やテキストが提供される講義が「寄附講座」として実施されている。
日本通運寄附講座「社会生活と物流」
大学の設立母体でもある日本通運株式会社から提供された講座では、物流業の概要から今後の業界動向・事業戦略などを中心に、同社及びグループ会社の現役で事業に携わる幹部が講義を行うだけでなく、企業での雇用環境の変化や求める人材像についても講義する。
講座では、流通経済大学を卒業後、日本通運株式会社に勤務して要職に就いている卒業生も講師として講義を担当する機会もあり、日本通運グループにおいて600名規模の卒業生が在職 する、物流業界への人材輩出に実績 を持った大学としての特色を象徴する講座である。
野村證券寄附講座「資本市場の役割と証券投資」
野村証券及び野村総合研究所から講師を招き、基本的な経済情報の見方から債権・株式市場の果たす役割までを講義することで、ライフプランニングにおける経済的要素の重要性を認識してもらう。
社団法人 全国通運連盟寄附講座
地球環境に対する問題意識が高まる中、物流の分野でも温室効果ガスの削減が求められている。今日、環境に配慮した物流を目指す立場から、輸送手段をトラック輸送から鉄道貨物輸送を利用した通運へと切り替えるモーダルシフトを進める物流業者・荷主が増えつつある。
全国の通運業者が加盟する、社団法人 全国通運連盟から提供された講座では、日本通運などの通運事業者、鉄道貨物の輸送主体であるJR貨物、モーダルシフトを推進している荷主企業から講師を招き、環境に配慮した物流における通運や鉄道貨物輸送の重要性について講義する。

「実践講座」制度
企業で経営に携わる管理者,経営者、企業へのコンサルティング業務や改善活動を行っている、シンクタンクのコンサルタントなど、産業界で活躍する人材が講師として講義を担当する、「実践講座」が開講されている。
開講されている実践講座は
- 「ロジスティクス実践講座」（製造業・卸売業など企業にとってのロジスティクスとは何かについて講義を行う）
- 「物流マネジメント実践講座」（物流管理,サード・パーティー・ロジスティクスの現状について講義を行う。）
- 「国際物流実践講座」（航空会社,海運会社,フォワーダー,グローバル・ロジスティクス事業者などが、国際物流の現状について講義を行う。）
- 「情報システム実践講座」（RFID,本人認証,VMIなど、物流・流通システムにおける情報システムの役割について講義する。）
- 「ロジスティクス企業訪問講座」（物流センター,ターミナルなどのロジスティクス現場を訪問し、理論が現実にどのように応用されているのか講義する。）
- 「プロジェクト学習(ロジスティクス)」（「千葉県産の商品を海外に輸出するまでのロジスティクス計画を立案する」事をテーマとし、JETROと連携して演習形式で講義を進める 。）
- 「デジタルマーケティング実践講座」（近年伸長の著しい、インターネットを用いた商取引の現状について講義を行う。）
- 「IoTロジスティクス実践講座」（物流業界の生産性向上の為に活用が期待される、AI,IoT,ロボティクスなど、先進技術の物流現場への応用,今後の展望について講義する。）
- 「地域ロジスティクス実践講座」（農産物・地域の特産品・地域社会と密接に関係する小売業とロジスティクスの関係を講義し、ロジスティクスが地域経済で果たす役割、地域振興の在り方について考察する）

である。

サプライチェーン・ロジスティクス人材育成プログラム
（2008年（平成20年）度・経済産業省「産学連携人材育成事業（サービス人材分野）」採択事業）
生産効率化の手法として、近年、サプライチェーン・マネジメント(SCM)の手法が普及している。
原材料や部品の調達から生産段階を経て、消費者への製品供給に至るまでの物流を一貫して管理することによる効率化を目指すSCMにおいて、物流業者は単に輸送や保管を受動的に担うのではなく、生産者の生産活動における物流の現状を調査・把握し、効率的な輸送や保管のあり方を提言する重要な役割を担っている。
荷主の物流改善を提言し、物流業務を一括受託する。これがいわゆる、サード・パーティー・ロジスティクス(3PL)と呼ばれるビジネスの形態である。
現代の高度化した物流管理においてSCMや3PLの重要性は増し、社会人向けのロジスティクス関連教育・研修や物流関連資格は多いものの、大学教育の段階では、こうした事項を体系的かつ、現実の経済活動の変化に即して教授していくプログラムは皆無である。
流通経済大学は建学の背景から、物流や流通に関する専門科目やそれらの産業界から講師を招いた寄附講座・特別講座が数多く開講されている。これらを体系化し、更には近年伸長している国際物流や物流の現場で調査を行うことにより物流の効率化を考えるといった、現代のロジスティクスへの理解を深めるための産学連携による新規開講科目を追加することにより、SCMや3PLを担う人材を体系的に育成しようとするのが、サプライチェーン・ロジスティクス人材育成プログラムである。
また、プログラムで用いるための企業事例を盛り込んだオリジナルテキストも産学連携により作成されるほか、プログラムに参加する企業側委員と大学教員が共同の定期的懇談会(産学連携コンソーシアム)を設け、カリキュラムの検討,教育効果の測定を行い、プログラム運用の改良を常時実施して行く体制がとられている。
さらに、流通経済大学流通情報学部で開講されている物流関連科目を所定の単位履修すると、公益社団法人日本ロジスティクスシステム協会との協定により、物流管理に関する公的資格の一つである、物流技術管理士補の取得に必要とされる、基礎講座の講習が免除 されるほか、ビジネス・キャリア検定試験における、ロジスティクス分野の検定である「ロジスティクス管理」 の資格取得のための課外講座が行われている。
これらの資格・検定は、主に社会人を対象とした専門的職業能力開発のものであり、管理職昇進などの際に判断材料とされ、ロジスティクス分野の企業内教育において、取得が勧められているものである。
企業内教育では一般的な、ホワイトカラー従業員の専門的能力開発のための取り組みを、学生時代に先取りして身につけられるのが、このプログラムの大きな特色である。
全日本トラック協会推薦入試
物流業界の将来を担う専門的知識を持った人材の発掘,育成を目的とし、物流事業者団体の全日本トラック協会からの推薦で、会員企業の関係者（会員企業の経営者及び従業員の子弟や親族）を対象とした総合型選抜(AO入試)による学生受け入れを行っている。
推薦に関する条件については、毎年6月ごろに各都道府県のトラック協会ホームページや会員向けの機関紙に情報が掲載される。
SCMプロフェッショナル人材教育プログラム
（2025年（令和7年）度・文部科学省「リカレント教育エコシステム構築支援事業」採択事業）
社会人を対象としたリカレント教育の一環としてのプログラム。
2024年に「流通業務の総合化及び効率化の促進に関する法律」から改称・改正された、「物資の流通の効率化に関する法律」（略称・物流効率化法）によれば、2026年4月より、150台以上の事業用車両を保有する物流事業者が「特定貨物自動車運送事業者等」、70万トン以上の貨物を保管する倉庫事業者が「特定倉庫業者」、年間9万トン以上の貨物を取り扱う荷主が「特定（第一種,第二種）荷主」、「特定連鎖化事業者」として指定され、物流の効率化や荷役・荷待時間の短縮など、取引・労働条件改善の為の事業計画立案と監督官庁（物流事業者は国土交通省。荷主、連鎖化事業者はそれぞれの事業の所管省庁。）への届出及び定期報告が義務化される。
また、「特定荷主」、「特定連鎖化事業者」においては、自社の物流改善に取組む役員クラスの責任者（物流統括管理者）の選任義務も開始される。
物流を巡る法規制が大きく変化する中、物流事業者・荷主企業を問わず、サプライチェーン全体の効率化・取引条件の適正化を企画・立案・遂行する事の出来る、管理者クラス以上の高度物流人材が求められている。
当該プログラムは、流通経済大学の教授陣による物流・ロジスティクスに関する講義。連携するシンクタンク・業界団体（NX総合研究所、流通経済研究所、日本物流団体連合会、日本ロジスティクスシステム協会）の講師による講義。企業の物流現場見学とケーススタディ。物流データを基に需要予測や輸配送計画を立案すると言ったデータサイエンス系実習で構成されており、企業においてサプライチェーン・マネジメント(SCM)を企画・立案・遂行出来る高度な能力を備えた人材を養成することを目的としている。

### 地域社会との連携
特定非営利活動法人クラブ・ドラゴンズ
流通経済大学の学生や教職員などから成る有志が結成した特定非営利活動法人（NPO法人）。龍ケ崎市を活動拠点とし、大学の教育活動を通じた地域社会への貢献を目指して活動している。大学が中心となる地域社会への貢献活動としてNPO法人を展開している例は珍しい。
- 2003年に龍ケ崎市と流通経済大学は、「流・龍連携協定」（正式名称：「龍ケ崎市と流通経済大学との連携に関する協定」）と言う相互協力協定を締結し、地域社会と大学が連携して諸活動を積極的に展開する方向性が打ち出された。流通経済大学との連携は龍ケ崎市の重点施策の一つとなっており、市役所に「流・龍連携協定」を担当する部署が設置されている。
  - 「フリースクール」（学校5日制に対応した土曜日の児童向け課外学習プログラム）
  - 「学び塾」（地元公民館と連携した児童向け教育プログラム）
  - 「流経大ドラゴンズ」（ラグビーチーム）（小・中学生のラグビーチームの運営に協力）
  - 「RKUラグビーフェスティバル」（※イベント実施に協力）
  - 「龍・流カップ」（市内の中学校によるサッカー大会）（※イベント実施に協力）
  - 地域住民を対象とするパソコン教室の開講
  - 地元小・中学校への学生ティーチングアシスタント派遣
  - 龍ケ崎市で実施される夏祭り等、地域行事への運営協力

## 就職状況
就職状況において特筆すべき点として、運輸・物流業界（日本標準産業分類上は「運輸・郵便業」）への就職者が例年、一定の規模を占める事があげられる。
具体的には、2024年3月卒業者の就職先における、運輸・物流業界への就職者比率は、経済学部7.7%、共創社会学部6.6%、流通情報学部26.2%、法学部8.9%。である。
大学推薦による成績優秀者の日本通運を始めとする日本通運（NX）グループ各社への就職が例年行われ、運輸・物流業はもとより、他業界（製造業等）の物流管理を担当する子会社、いわゆる物流子会社にも幅広く人材を輩出している。
また、就職支援体制においては、運輸・物流業界、及び金融業界への就職支援を強化する為、就職支援に関する部署にエキスパートスタッフ（常陽銀行支店長経験者（金融）、日本通運支店長経験者（運輸・物流））  が配置されている。

## 附属学校
- 流通経済大学付属柏中学校・高等学校（1985年に設置された附属学校）

## 公式サイト
- 流通経済大学
  - 流通経済大学出版会
  - 物流科学研究所
- 流通経済大学【公式】 - YouTubeチャンネル